# Sussex (hönsras)

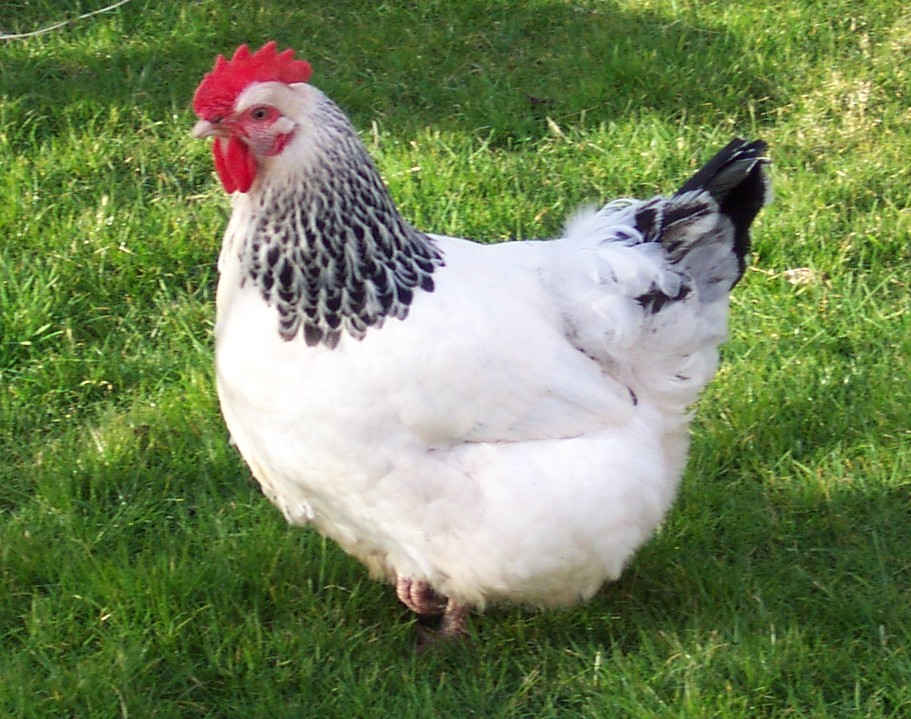
Sussex, höna. Ljus colombia.

Sussex är en tung hönsras som framavlats i grevskapet Sussex i Storbritannien. Det är en kombinationsras, det vill säga att den är framavlad för att ge både rikligt med kött och ha goda värpegenskaper. Den är även en vanlig utställningsras. Hönorna är ruvvilliga och de tar väl hand om kycklingarna. Sussexen är tålig och har lugnt temperament. En dvärgvariant framavlades i Storbritannien och i Tyskland.
En höna väger 2,5-3 kilogram och en tupp väger 3-4 kilogram. För dvärgvarianten är vikten för en höna cirka 800 gram och för en tupp omkring ett kilogram. Äggen från en stor höna har gulaktig till brun skalfärg och väger ungefär 55 gram. Dvärgvariantens ägg har gulaktig skalfärg och väger ungefär 35 gram. Rasen är snabbvuxen och kycklingarna blir fullt befjädrade tidigt.

## Färger
- Blå/columbia
- Brun
- Gul/columbia
- Ljus/columbia
- Röd/columbia
- Silvergrå
- Trefärgad
- Porslinsfärgad